# Concílio de Kingston-upon-Thames

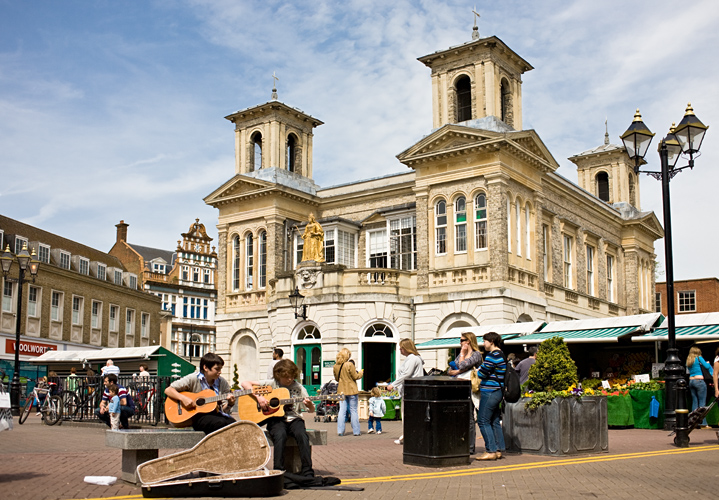
Catedral de Kingston-upon-Thames

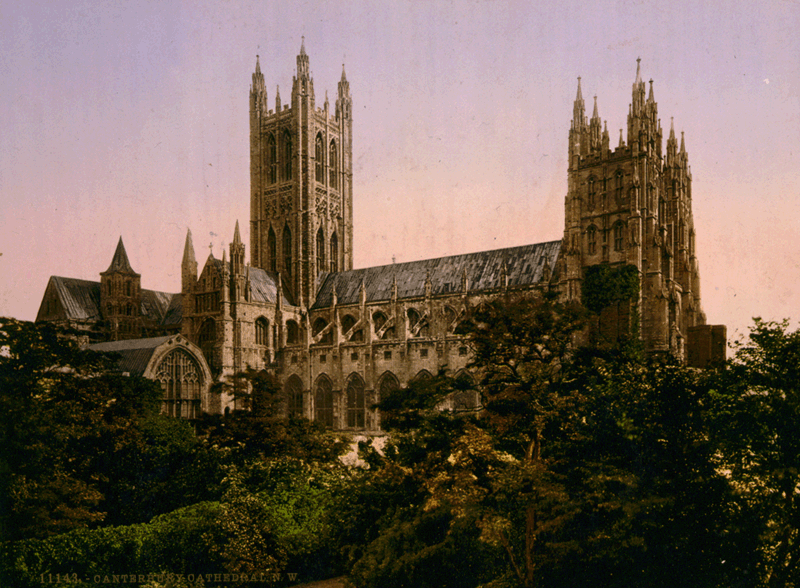
Catedral da Cantuária

O assim denominado Concílio de Kingston-upon-Thames, ocorreu em 838, na localidade de mesmo nome ou, às vezes, referida como simplesmente Kingston e cuja sé está subordinada à diocese de Southwark, na Província da Cantuária, Inglaterra.

## O Concílio
Do concílio fizeram parte além do rei Egberto (802–839) de Wessex e seu filho Etelvulfo (839 - 856), o arcebispo da Cantuária, Ceolnoto (833-870), acompanhado de outros clérigos, bispos de outras localidades, abades e a nobreza do reino. Nas deliberações deste Concílio [chamado "Geral"], o rei e seu filho fizeram a concessão de terras para as sés de Winchester e Cantuária em troca da promessa de apoio dos bispos para a reivindicação de Etelvulfo ao trono. O arcebispo da Cantuária, Ceolnoto (833-870), também aceitou o rei Egberto e o príncipe Etelvulfo como os senhores e protetores dos mosteiros, os quais ficariam sob o controle de Ceolnoto.
O que ocorreu na verdade foi um acordo firmado entre o arcebispo Ceolnoto e os reis Egberto e Etelvulfo, sobre a restauração à igreja da Cantuária das terras em Malingo (East Malling, Kent ou do Sul Malling, Sussex), anteriormente concedida por Baldredo (823-825), rei de Kent. Como forma de retribuição Ceolnoto, o clero e os bispos prometiam lealdade e reconheciam a Egberto e seus sucessores o domínio do oeste saxão. Posteriormente a isso ou, como um desdobramento deste concílio, no ano seguinte (839) ocorreu o Sínodo de Wilton que ratificou as proposições de Kingston e propugnou sobre a eleição de abades e abadessas no Kent. Estas reivindicações foram confirmadas pelo rei Etelvulfo e por bispos do sul de Humber, no mesmo o sínodo de aet Astran ratificou todo o anteriormente acordado.
Este concílio, de Concílio de Kingston-upon-Thames, além de promover a consagração de Egberto (em uma cerimônia de coroação formal) ajudou a estabelecer a linhagem direta do rei, assim o valor político do concílio foi o de reconhecer e estabelecer o domínio sobre o Oeste Saxão para a linhagem real de Egberto. Tanto os registros do Concílio de Kingston como o texto de uma outra carta do mesmo ano, incluem a frase idêntica, e que contém o seguinte:

"nós mesmos e nossos herdeiros devemos sempre seguir e manter os laços de amizade [reciprocidade?] firmes e inabaláveis - do Arcebispo Ceolnoth e sua congregação na Igreja de Cristo".

## Politicamente
Estes acordos, juntamente com uma carta em que mais tarde confirmaria a Etelvulfo os privilégios da igreja, sugerem que a igreja reconheceu que o reino Wessex, emergira e que além da Mércia e do Kent, tornara-se um novo poder político e como tal deveria ser tratado. E a aliança firmada entre os reis e Ceolnoto dava aos reis o controle de todas as catedrais livres mas pedia em troca a proteção [militar] contra invasões viquingues.
Para isso é mister entender a importância política do arcebispo de Cantuária à época. Fora ele Ceolnoto que juntamente com o bispo Viglafo de Mércia, em 836 presidiu um concílio em Croft, que contou com a participação do clero da parte sul da Grã-Bretanha. E fora ele também quem convocou dois outros concílios 839 e 845, este segundo em Londres, e ainda mantivera intensa correspondência com o papa Leão IV. Por outro lado Etelvulfo havia conquistado o Kent em 825, tornando-se assim rei do Kent. Assim pai e filho eram senhores, além do Kent e do Wessex, da Cornualha e dos Saxões ocidentais e orientais. Foi coroado em Kingston upon Thames.